# Ji csing
A Ji csing (hagyományos kínai: 易經; egyszerűsített kínai: 易经; pinjin hangsúlyjelekkel: Yì jīng; magyar népszerű: Ji csing, vagy Ji king; fordítása: Változások könyve) a konfucianizmus szent könyveiként tisztelt öt klasszikus egyike. A Ji csing eredetileg egy szertartási útmutató volt a kínai Csou-dinasztia Nyugati Csou (Zhou) időszakában (i. e. 1000–750). Életvezetési, jövendölési céllal is használták s használják a mai napig, de filozófiai-bölcseleti értéke is vitathatatlan. Az európai tudományos életben a 19. századtól láttak napvilágot különböző kiadásai, melyek közül a legelismertebb Richard Wilhelm 1924-es német nyelvű fordítása. Magyar nyelvre többek között Pressing Lajos, Deseő László és Karátson Gábor ültette át szövegeit.

Fu-hszi (Fu Xi) nyolc trigramja, a 64 hexagram alkotóeleme

## Elmélete
A Ji csing (Yi jing) a természeti törvények felismerésén keresztül rávezeti olvasóját a világegyetem működésének megértésére és így a helyes gondolkodásra, valamint a tao szerinti élettel való harmóniára. Egy olyan rendszert nyújt, ami szimbólumok segítségével magyarázza meg, miként történnek a dolgok a világban és az emberben. A szimbólum megragadásának, s a jóslat kifejtésének eszközeként a cickafarkkóró szárából készült pálcikákat használták.
Alapjeleit, a nyolc kua (gua)t (a James Legge-féle angol fordítás alapján elterjedt nevén trigramot) Fu-hszi (Fu Xi-)nak, a mitikus égi császárnak tulajdonítják, aki egy sárkánylovon ülve jegyezte le őket, ahogy kiemelkedett a Sárga-folyóból. E nyolc jelet az Égben és a Földön lezajló folyamatok leképződésének tekintették. Úgy fogták fel ezeket, mint amelyek állandóan átalakulnak, ahogy a világ jelenségei is állandóan egymásba történő átalakulásban vannak. A nyolc jel tehát nem a dolgokat ábrázolja, hanem azok mozgásirányát.
Ven király (Wen király) és Csou herceg (Zhou herceg)e, a Csou-dinasztia (Zhou-dinasztia) uralkodói írták hozzá az első magyarázatokat. Ezek az ítéletek. Ekkor már 64 jelet (hexagramot) használtak, melyek úgy jöttek létre, hogy az eredetileg használt három vonalat kiegészítették hatra, s ezek variációiból jött létre a 64 jel. Majd ezután nem sokkal jöttek a képek, amik tovább bővítik a hexagrammok jelentéstartalmát. Ezek egy részét Konfuciusz és tanítványai jegyezték le, akik értelmezni akarták a Változások Könyvét. Szerintük minden jelhez tartozik egy ítélet és egy kép is, melyek tömören, de a teljesség igényével világítják meg, hogy az adott jel milyen állapotot jelöl, s hogy annak mik a nehézségei és a lehetőségei. Egyik jel sem jobb a másiknál, ahogy egyik állapot sem. Mindegyik egyszerre van jelen a világban, s bár különféle helyzetekben, mégis egyazon teljesség különböző arculataiként.
A Ji csing (Yi jing) az Egyből indul ki, a Mindenség forrásából, amiből a jin és jang (yin és yang) mint két őserő pattan ki és kezd mozgásba. A kettő működéséből négy erő vagy erény (四德, sze te (sì dé)) keletkezik: a magasztos (元, jüan (yuán)), az átható (亨, heng (hēng)), az előmozdító (利, li (lì)) és az állandó (貞, csen (zhēn)), melyek a megnyilvánult világ alapjait képezik, ugyanakkor a rendszer élén álló két őserőt jelképező hexagramot – a Teremtő és Befogadó képét – jellemzik. Az általuk meghatározott négy évszak és az égtájak az idő és a tér koordinátáit adják. Egymásra kifejtett hatásaikból keletkeztek a létezők. 
A jin (yin) közérthető jelentése: sötét, ködös princípium, a jang (yang) a világos, a fényes. A két princípiumot egy hegy világos, napsütött (déli) és sötét (északi) oldalára, vagy egy folyó világos (északi) és árnyékos (déli) partjára vonatkoztatva használták. Innen kiindulva, ezeket a kifejezéseket a Ji csing (Yi jing)-gel kapcsolatban a létezők kétféle alapvető, de állandóan változó állapotának jellemzésére használták. Megfigyelhető azonban, hogy ezek a kifejezések ilyen értelemben nem jelennek meg az elsődleges szövegben, sem a legősibb kommentárokban. Először a Nagy magyarázatban találkozunk velük, ami már sok helyütt későbbi taoista hatást mutat.

## A könyv felépítése

### Jóslások könyve, avagy javaskönyv
A Változások könyve eredetileg jóslásra használt jelgyűjtemény volt. Kezdetleges állapotában az ókori jóslat csak igen és nem válaszokat tudott adni. Az igent egy teljes vonás jelképezte (pozitív), a nemet pedig egy középen megszakított vonás (negatív). Ez lett az alapja a Ji csing (Yi jing) trigramjainak, amelyeknél a teljes és törött vonalak nyolcféle csoportosítása jelenik meg. Minden jel egy-egy képben ölt testet, melyek az ég és a föld jelenségeit szimbolizálják. Tovább vizsgálva ez a fajta látásmód azon alapul, hogy a jelek a világegyetem jelenségeihez hasonlóan állandó átalakulásban vannak , vagyis egy-egy jel az őt felépítő vonalak minőségétől függően egy másik jellé alakulhat. 

#### A trigramok

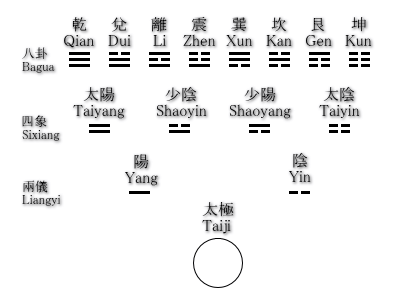
A trigramok kifejlődésének útja

A transzformáció a Változások könyvének képei mögött rejlő ideológiai bázis. A trigramok folytonos átalakulás állapotában lévő jelek, olyan képek, melyek állandó változást mutatnak. Ily módon nem a dolgok statikus lényegére vagy külső formájára utalnak, hanem az általuk megragadott jelenségekben rejlő mozgás lehetőségeire az átalakulás során. A nyolc trigram többféleképpen értelmezhető. Leírhatók a lényegi tulajdonságukhoz kapcsolódó természeti jelenségekkel és ezek attribútumaival, de ugyanúgy megfeleltethetők egy nagy család tagjaival, ahol apa, anya, három fiú és három lány foglalja el a nekik megfelelő helyet.
A jelek elnevezése és a családban elfoglalt helyük:
- Csien (Qián) (乾), a teremtő; az erős; az ég; az apa
- Kun (Kūn) (坤), a befogadó; az alávetett, elhagyatott; a föld; az anya
- Csen (Zhèn) (震), aki fölriaszt; aki mozgásban van; a mennydörgés; az első fiú
- Kan (Kǎn) (坎), a szakadék illetve a feneketlen mélység; a veszélyes; a víz; a második fiú
- Ken (Gèn) (艮), a mozdulatlanság; a nyugalomban lévő; a hegy; a harmadik fiú
- Hszün (Xùn) (巽), a szelídség; az áthatoló; a szél; az első lány
- Li (Lí) (離), aki helyben marad vagy ragaszkodik; a fényes; a tűz; a második lány
- Tuj (Duì) (兌), a derűs, a nyugodt; a tó; a harmadik lány.

A három fiúban a mozgás három stádiumának meghajtó erejét látjuk: a mozgás kezdete, a mozgásból eredő veszély, a mozgás vége. A három lányban a mozgás stádiumaiból fakadó belső képességet foghatjuk meg: szelíd behatolás, megvilágosodás és adaptáció, a derűs nyugalom.

#### A 64 hexagram

A 46-os hexagram: A felemelkedés
Alsó trigram: Hszün (Xùn) a szelíd, a szél, az erdő
Felső trigram: Kun (Kūn), a befogadó, a föld

A nagyobb variációs lehetőségek érdekében a három vonalat hat vonallá egészítették ki, így ezek variációjából összesen 64 hexagram született. A 64 jel mindegyike hat, számértékétől függően változó vagy stabil vonalból épül fel. Amikor egy jel változik, a hexagrammal szimbolizált állapot is megváltozik, és egy másik hexagrammá alakul. Ez a változás nem feltétlenül következik be. A pozitív (teljes) vonal akkor változik, ha számértéke kilenc, a negatív (törött) vonal akkor változik, ha értéke hat. Ezeket a vonalakat a jóslat megfejtésekor külön-külön is értelmezik. A nem változó vonalak csupán a hexagram szerkezetét adják, nincs különösebb belső jelentésük. A pozitív vonal értéke ebben az esetben hét, a negatívé nyolc.
Így a különböző állapotokat szimbolikusan megjelenítő képek az őket felépítő vonalak minőségétől függően alakulnak át illetve maradnak mozdulatlanok abban az esetben, ha egyetlen változó vonal sem található szerkezetükben.

### Bölcsesség könyve
A változás és a jelek transzformációjának törvénye mellett megfejtésükben és a közvetített üzenet megértésében a hexagramok fontos eleme az ítélet, mely megmutatja, milyen viselkedésmód, attitűd szükséges jelek által behatárolt helyzetekben. Így válik a könyv, a jövőt pusztán megjósoló divinációs eszközből bölcsességek könyvévé. Ven (Wen) királynak és fiának, Csou (Zhou) hercegnek jutott az a feladat i. e. 1000 körül, hogy minden jelet ellássanak a helyes viselkedési módot tartalmazó tanácsokkal, amit ítéletnek neveztek el. Így a tanácsot kérő ember kezébe adták saját sorsának alakítását, hiszen a helyes viselkedés követésével beavatkozhatott az események alakulásába még azok kifejlődése előtt. A cickafarkkóró szárából készült ötven darab pálcika segítségével a kérdező teljes rálátást kaphatott helyzetére, s a jóslat megmutatta azt is, hogy az adott pillanat milyen viselkedésformát követel. 

#### Lao-ce és Konfuciusz

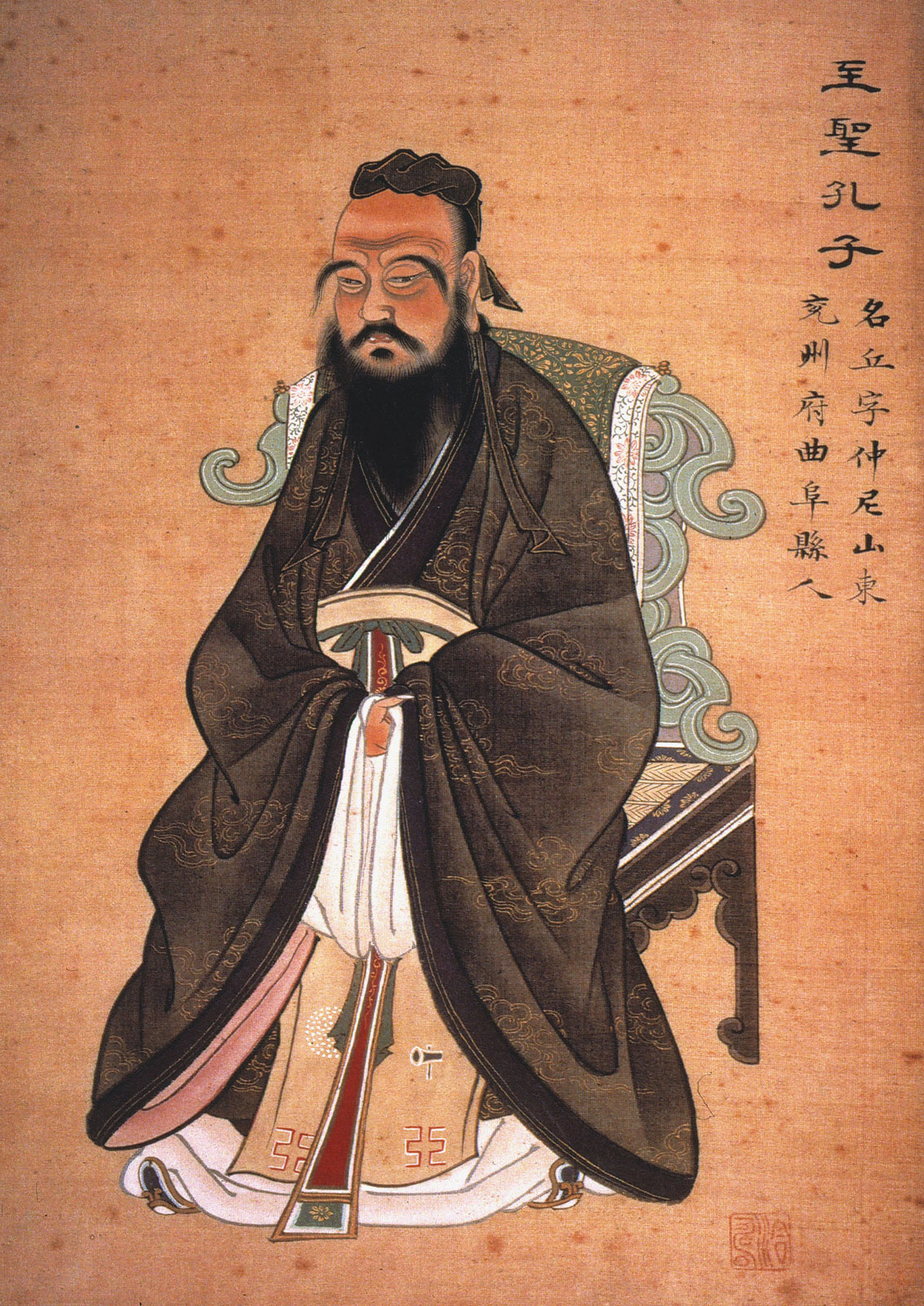
Konfuciusz

Tények: Az évszázadok során kialakult legendák és misztériumok sokszor erősen eltérnek a valóságtól. A közhiedelemmel ellentétben semmilyen bizonyíték nincs arra, hogy Lao-ce (Lao zi) vagy Konfuciusz ismerte volna a Ji csing (Yi jing)-et, sőt arra sincs bizonyíték, hogy a mű már létezett volna akkor, amikor ők éltek. A Ji csing (Yi jing) egyik előszavát a hagyomány Konfuciusznak tulajdonítja, ami azonban szinte bizonyosan nem tőle származik. A Ji csing (Yi jing) a későbbi konfuciánus tanításokban kiemelkedő szerepet kapott, és ezért hitelességét alá kellett támasztani. Ezt a középkori konfuciánus tudósok úgy érték el, hogy a Lun jü VII./16-os mondásába beleépítették a Ji csing (Yi jing) címét. Az utóbbi idők archeológiai leletei szerint azonban a legkorábbi Lun jü szövegek nem tartalmazták a Ji csing (Yi jing) címét ebben a mondásban, és semmi sem utal arra, hogy Konfuciusz olyan központi műnek tekintette volna, mint ahogy azt a későbbi korok előszeretettel állították. Ennek ellenére az alábbi legendák töretlen népszerűségnek örvendnek.
Legendák: Lao-ce (Lao zi) ismerte a Ji csing (Yi jing)-et, s a műből sokat merített saját aforizmáihoz. Konfuciusz nemcsak ismerte a művet, de kommentárokat is készített hozzá. Az általunk ismert Változások könyve minden bizonnyal a Konfuciusz kiadásában megjelent, kommentált mű. Konfuciusz a Ven (Wen) király és fia által kiegészített könyvet fedezi fel. Igen valószínű, hogy az ítéletekhez (döntésekhez) fűződő megjegyzések közvetlenül az ő tollából erednek. A képekhez fűzött megjegyzések szintén tőle származnak, de nem közvetlenül. A konfuciuszi iskola nagyban hozzájárult a Ji csing (Yi jing) elterjedéséhez, az általa terjesztett gondolkodásmód folyamatos hatással volt a könyvet tanulmányozókra. A könyvhöz kötődő ősi és kései magyarázó irományokból megmarad töredékeket A Tíz Szárny néven ismerjük.

#### A Tíz Szárny
- 1-2. szárny: a két részből álló Magyarázat az ítéletekhez (döntésekhez). A Ven király-féle ítéletekhez fűzött kommentárok, a hexagramok struktúrájához kapcsolódó konkrét magyarázatok.
- 3-4. szárny: a két részből álló Magyarázat a képekhez. A hexagrammot felépítő két trigramhoz kapcsolódó képek alapján fejti ki a hexagram jelentését, s vonatkoztatja ezt a jelentést az emberi élet különböző területeire.
- 5-6. szárny: a két részből álló Nagy magyarázat. A műre vonatkozó általános magyarázatok.
- 7. szárny: A szöveg szavainak magyarázata. Kommentár vagy kommentárok sorozatának töredékeit tartalmazó szöveg, a konfuciánus gondolkodás jeleit mutatja. Csak a második hexagramig jut el.
- 8. szárny: Értekezés a trigramokról. Az első nyolc trigramot magyarázó ősi szöveg.
- 9. szárny: A hexagramok sorrendje, elrendezése. A hexagramok elnevezésének az ősi hagyományon alapuló magyarázata.
- 10. szárny: A hexagramok egymáshoz kapcsolódása. A gyakran azonos párokba rendezett hexagramok magyarázata mnemonikus vers formájában.

## AJi csing(Yi jing)Európában
A 17. században a Ji csing (Yi jing)-et a Pekingben missziót teljesítő jezsuiták kezdték megismertetni Európával. Erre a munkára figyelt fel Leibniz német filozófus-matematikus, aki párhuzamot vélt felfedezni a jin és jang (yin és yang) bináris rendszere és saját, kizárólag az 1-es és 0-s számjegyre épülő számtani rendszere között. Ezzel párhuzamosan egy P. Regis nevű misszionárius megkezdte a könyv latin nyelvre való átültetését és magyarázatát, s műve 1834-1839-ben jelenik meg Stuttgartban.
A 19. század elején két olyan fordítás jelent meg, ami már tudományos értékkel bírt. James Legge angol nyelvű fordítása 1882-ben jelent meg Max Müller Sacred Books of the East című sorozatában. Legge fordítását számos kritika érte kora tudósai részéről, többek között Richard Wilhelmtől, aki a mű egyik legfontosabb hiányosságának tartotta, hogy Legge egyszerűen nem fordította le a hexagramok elnevezését. Ezután két kevesebb visszhangot kiváltó fordítás látott napvilágot. 1885-1893-ban jelent meg Paul-Loup Félix Philastre francia diplomata, tudós francia nyelvű fordítása a Museé Guimet kiadásában, majd Charles de Harlez belga orientalista fordítása 1889-ben a Belga Királyi Tudományos Akadémia kiadásában.
A legelismertebb, Carl Gustav Jung által is nagyra értékelt fordítás minden bizonnyal Richard Wilhelm protestáns misszionárius német nyelvű műve, ami 1924-ben jelent meg Jénában. Jung meleg szavakkal üdvözölte a Wilhelm-féle fordítást, s önéletrajzi írásában a következőket mondta róla: „A Kelet egyik legmélyebb tartalmú műve először jelent meg Nyugaton élő és elérhető formában”.
Magyar fordításai közül a legismertebbek a Wilhelm német nyelvű munkáján alapuló Ji King - Változások könyve Pressing Lajos munkája (Budapest, 1992) és A változások könyve: a legősibb kínai bölcsesség, Richard Wilhelm feldolgozása, Deseő László fordítása (Budapest, 1994). A legújabb feldolgozások közé tartozik Karátson Gábor: Ji King. A Változások könyve (Budapest, 2003), valamint Müller Péter Jóskönyve.

## C. G. Jung és a Ji King
Carl Gustav Jung kétségkívül sokat tett azért, hogy a Ji csing (Yi jing) ismertté váljon Európában. Az ő tanácsára, és Richard Wilhelm, majd annak halála után fia, Helmut Wilhelm ellenőrzése alatt ültette át angol nyelvre - Wilhelm fordítása alapján - a könyvet egyik tanítványa, Cary F. Baynes. Az 1951-ben kiadott műhöz Jung nagyszabású bevezetőt írt, melyben elméleti fejtegetésbe bocsátkozik az általa megalkotott szinkronicitás elvről. Jung a Ji csing (Yi jing)et már a Wilhelm-féle fordítás előtt ismerte, s amellett, hogy az archetipusok legcsodálatosabb gyűjteményének tartotta, megfelelő eszközt látott benne ahhoz, hogy a véletlen egybeesések mibenlétét - melyre szinkronicitás elvet alapozta - tanulmányozza általa. Órákat töltött azzal, hogy a jóspálcikákat kínai módra manipulálva meditáljon az ítéletek jelentése fölött, s mély benyomást tettek rá az ősi jóskönyv frappáns válaszai. Jung a Ji csing (Yi jing)et a kínai kultúra "spirituszának" tartotta. Hitte, hogy a könyv "élő valóságának" megtapasztalásával a nyugati ember a keleti szellem puszta csodálójából vagy kritikus szemlélőjéből annak résztvevőjévé válhat.

## Magyarul
- Jí Csing. Ősi kínai jóskönyv / A változás könyve; ford., összeáll. Beőthy Mihály és Hetényi Ernő; Háttér, Bp., 1989 (Háttér könyvek)
- Ji King, 1-2.; ford. Pressing Lajos; Orient Press, Bp., 1992 (Kelet szent könyvei)
- Ji king. Változások könyve. Csatolt magyarázatok; ford., jegyz. Tőkei Ferenc; Balassi, Bp., 1997 (Kínai-magyar irodalmi gyűjtemény, 1/3.)
- Ji king / A változások könyve, 1-3.; ford., jegyz. Karátson Gábor; Q. E. D., Bp., 2003
  - 1.
  - Kommentárok 1.
  - Kommentárok 2.
- Ji King. Változások könyve, 1-2.; összeáll., angolra ford. Richard Wilhelm, ford. Pressing Lajos; Szenzár–Helikon, Bp., 2016